# روري غالاغير
روري غالاغير (بالإنجليزية: Rory Gallagher)‏ هو لاعب كرة القدم الغالية بريطاني، ولد في 22 أغسطس 1978 في Enniskillen ‏ في المملكة المتحدة.